# Kirchspielsgericht (Baltikum)
Das Kirchspielsgericht oder Kirchspielgericht war in Estland und dem Livland gemeinsam mit Ösel zwischen 1721 und 1918 eine Gerichtsinstanz, bei der Streitigkeiten zwischen den Bauern und der Gemeinde entschieden wurden. Des Weiteren entschied ein Kirchspielsgericht bei Differenzen zwischen der Gemeinde und dem Gemeindegericht und beurteilte Beschwerden der Gutsherren gegen Bauern und Gemeindeverwaltung. Klagen der Bauern gegen Gutsherren wurden von dieser Instanz nur begutachtet und an die Kreisgerichte überwiesen. So hatte zum Beispiel ein Kirchspielsgericht nachstehende Konstellation:
- Kirchspielsrichter: Herr Titularrat und Ritter Karl von Palmstrauch in Neu-Wollfahrt
- Substitut: Dr. med. Gotthard von Berg zu Wollfahrtslinde
- 1. Beisitzer: Peter Kallatz aus Lipskaln; Substitut: Jahn Elias aus Neu-Sackenhof
- 2. Beisitzer: Indrik Zeirehn aus Kempen; Substitut: Spritz Karts aus Neu-Wollfahrt
- 3. Beisitzer: Joseph Weide aus Schloß Luhde; Substitut: Jakob Elp aus Schloß Luhde

Im Herzogtum Kurland und Semgallen wurde zwischen 1795 und 1918 die Funktion des Kirchspielgerichts durch das Hauptmannsgericht wahrgenommen.

## Herzogtum Estland
In Estland waren, ähnlich wie in Livland, die Bauerngerichte nach folgenden Instanzen aufgeteilt: I. Instanz Gemeindegericht, II. Instanz Kirchspielsgericht, III. Instanz Oberlandgericht (Landratskollegium) und ebenfalls seit 1885 als letzte und IV. Instanz der Senat des Russischen Kaiserreiches.
Das Kirchspielsgericht leitete ein Kirchspielrichter, er wurde von den Gutsbesitzern und Predigern eines Kirchspielgerichtsbezirkes, welches aus mehreren Pfarrkirchspielen bestand, gewählt. Der Kirchspielsrichter revidierte jährlich die Gemeindeverwaltung und hatte die Aufsicht über die Gemeindekassen. Dem Kirchspielsgericht waren die Gemeindeältesten untergeordnet, die in ihrer Gemeinde die Polizeigewalt ausführten. Auf den Gütern oblag die polizeiliche Aufsicht dem Gutsherren oder einem von ihm Beauftragten, der bei dem Kirchspielsgericht angezeigt werden musste. Beschwerden über Gemeindebeschlüsse wurden bei dem Kirchspielsgericht eingeleitet und an das Kreisgericht übergeben. Der Unterhalt der Kirchspielsgerichte wurde zur Hälfte von den Gütern nach der Einschätzung, zur Hälfte von der Bauernschaft nach Köpfen verteilt getragen.

## Herzogtum Livland mit Ösel
Zu den Landesbehörden des Herzogtums Livland gehörten die Bauerngerichte. Diese waren in I. Instanz Gemeindegerichte, II. Instanz Kirchspielsgerichte, III. Instanz Kreisgerichte, IV. Instanz dem Hofgericht und seit 1885 dem Senat des Russischen Kaiserreiches als letzte und V. Instanz, unterteilt.
In Livland wurde auf der Grundlage der Livländischen Bauer-Verordnung (BVO) von 1819 das Kirchspielsgericht festgelegt. Es bestand aus einem Kirchspielsrichter, einem Substituten und drei Beisitzern bäuerlichen Standes. Die Vertreter der Bauernschaft wurden von den Gemeinderichtern der Kreisbezirke gewählt. Die Kirchspielsrichter wiederum wurden auf der Versammlung, des aus mehreren Pfarr-Kirchspielen bestehenden Kreisbezirkes, von den Rittergutsbesitzern und Predigern des Bezirks gewählt.
Die Zuständigkeit des Kirchspielsgerichts reichte bis in Zivilsachen und Polizeiangelegenheiten. Das Gericht war gleichzeitig Aufsichtsbehörde über die Verwaltung bei Angelegenheiten in Gemeindesachen. Es führte auch eine Kontrollfunktion über die Gemeindeverwaltung und ihren Beamten aus. Der Kirchspielsrichter revidierte jährlich die Gemeindeverwaltung und hatte die Aufsicht über die Gemeindekassen. Die Gemeindeältesten, die gleichzeitig polizeiliche Befugnisse hatten und eine Strafgewalt ausübten, waren dem Kirchspielsgericht untergeordnet
Für die Insel Ösel galten Sonderbestimmungen, so hatte Ösel seine eigene Ritterschaft und einen selbständigen Landtag, der in Arensburg residierte. Das Kirchspielsgericht des Kreises Ösel war strukturell, personell und aufgabenbezogen den livländischen Gerichten gleich.

## Herzogtum Kurland und Semgallen
Im Gegensatz zu Estland und Livland, die 1721 in russischen Besitz kamen, blieb Kurland bis 1795 unter polnischer Lehensherrschaft. Es war der kurländische Landtag, der die Ablösung von Polen beschloss und sich 1795 dem russischen Reich unterstellte. Somit wurde Kurland eine russische Provinz, deren Verfassung von 1768 bestätigt und fortgeführt wurde. Als Landesbehörden des Herzogtums Kurland und Semgallen bestanden in jedem der fünf Kreise ein Oberhauptmannsgericht und das Oberhofgericht. Das Kirchspielsgericht und Kreisgericht wurde nach der I. Instanz dem Gemeindegericht als II. Instanz zum Hauptmannsgericht zusammengeführt. Als III. Instanz folgte das Oberhofgericht und ab 1885 war auch der Senat des Russischen Reiches die letzte Instanz.